# Eulogy for Evolution
Eulogy for Evolution  è il primo album del compositore islandese Ólafur Arnalds.  Con esso, Arnald si propone di musicare il viaggio della vita: dal momento della nascita a quello della morte.

## Tracce
1. 00:40 – 4:28
2. 00:48/07:29 – 5:24
3. 09:52 – 3:04
4. 14:40 – 6:56
5. 19:53 – 8:05
6. 30:55 – 5:28
7. 33:26 – 3:38
8. 37:04/38:37 – 2:35